# Emilia discifolia
Emilia discifolia là một loài thực vật có hoa trong họ Cúc. Loài này được (Oliv.) C.Jeffrey mô tả khoa học đầu tiên năm 1986.